# St. Bartholomäus (Emtmannsberg)

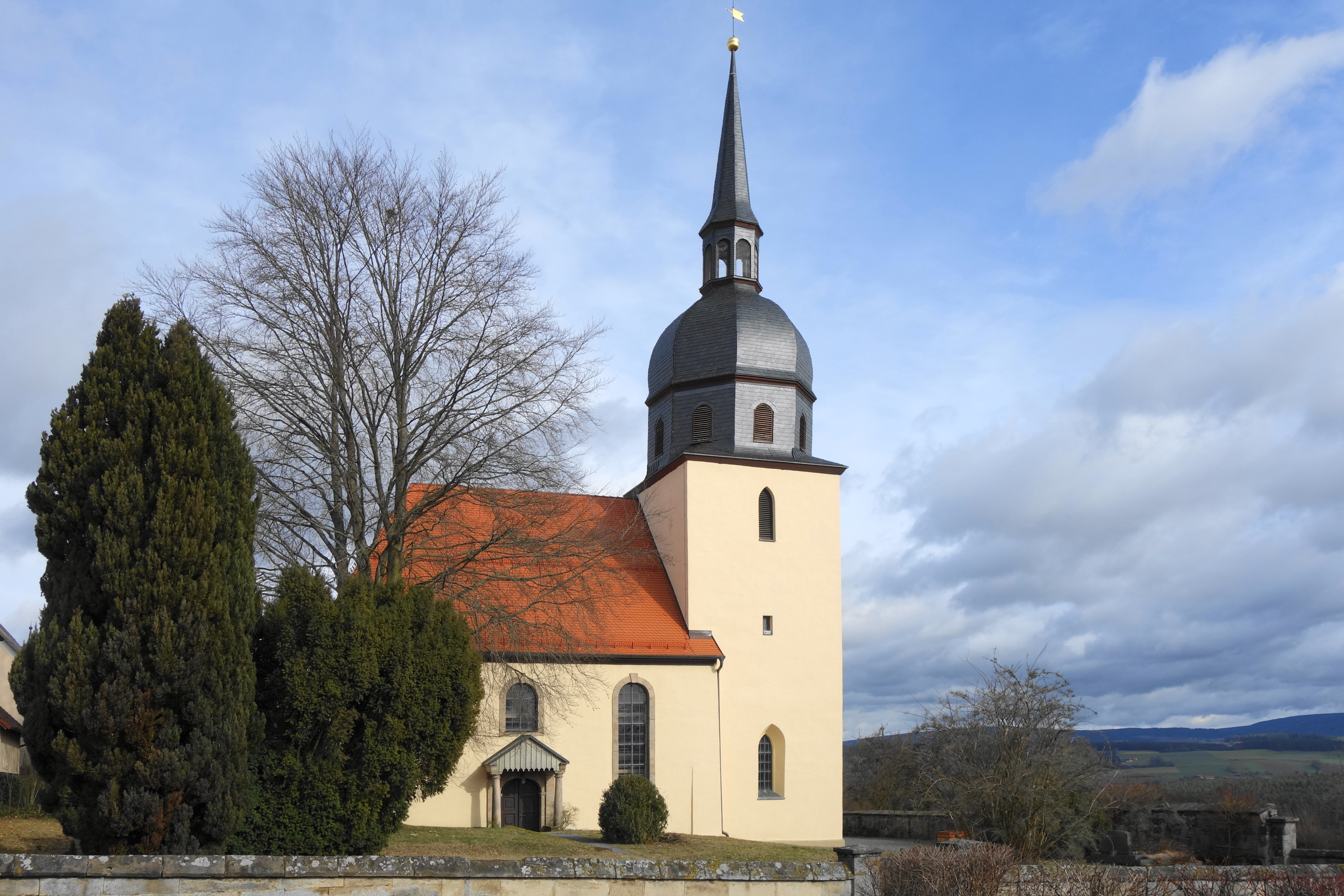
St. Bartholomäus in Emtmannsberg

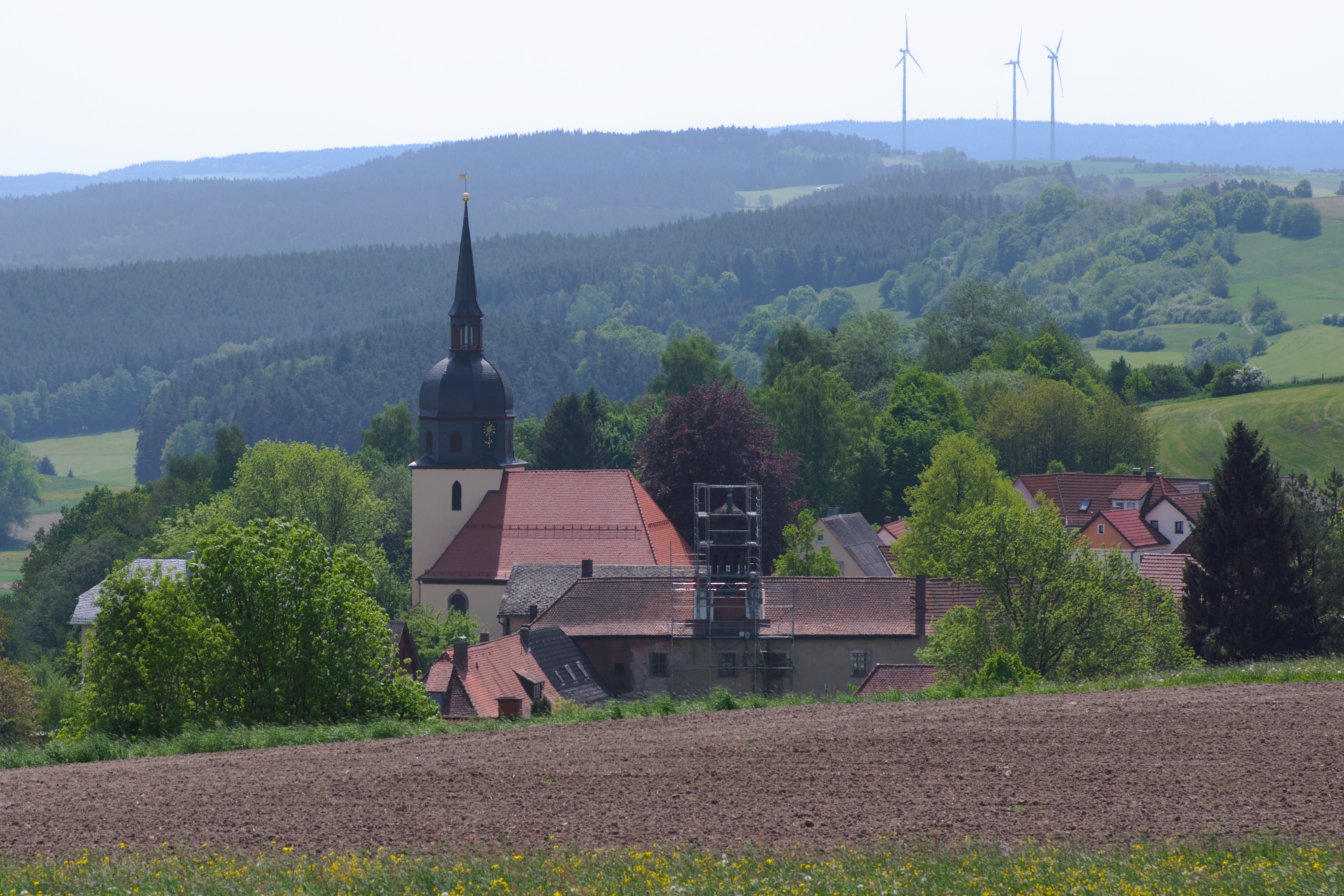
Emtmannsberg mit St. Bartholomäus

Die evangelische Pfarrkirche St. Bartholomäus ist ein denkmalgeschütztes Kirchengebäude, das in Emtmannsberg steht, einer Gemeinde im Landkreis Bayreuth (Oberfranken, Bayern). Das Bauwerk ist unter der Denkmalnummer D-4-72-133-12 als Baudenkmal in der Bayerischen Denkmalliste eingetragen. Die Kirchengemeinde gehört zur Pfarrei Emtmannsberg im Dekanat Bayreuth-Bad Berneck im Kirchenkreis Bayreuth der Evangelisch-Lutherischen Kirche in Bayern.

## Beschreibung
Die Kirche war im 12. Jahrhundert die Schlosskapelle von Schloss Emtmannsberg. Vom quadratischen Chorturm des 14. Jahrhunderts sind die unteren Geschosse erhalten. Er wurde 1576 aufgestockt. Sein schiefergedecktes achteckiges Geschoss, das den Glockenstuhl mit den heutigen vier Kirchenglocken beherbergt, und die Welsche Haube erhielt er erst 1666/67. Gleichzeitig wurde an ihn nach Westen das Langhaus ohne Chor und ohne Rücksicht auf die Achse des Turms angebaut. 
Der fast quadratische Innenraum wurde 1749 im Markgrafenstil umgestaltet. Der 1667 gebaute steinerne Altar, die Predella stammt von einem früheren Altar, befindet sich in der Süd-Ost-Ecke. Die um 1580 entstandene Kanzel, die neben dem Altar steht, ist ebenfalls aus Stein. Sie wurde 1667/67 mit Holz umkleidet. Das Taufbecken stammt von 1723. Da die alte 1763 beschaffte Orgel nicht mehr erhaltenswert war, wurde sie 1970 durch eine Orgel von Eberhard Friedrich Walcker ersetzt.
Die Uhr hat eine Besonderheit: je 1 Zifferblatt für Stunden und Minuten (siehe unteres Bild).